# Centrovarioplana tenuis
Centrovarioplana, Centrovarioplanidae
Famille
Genre
Espèce
Centrovarioplana tenuis, unique représentant du genre Centrovarioplana et de la famille des Centrovarioplanidae, est une espèce de vers plats marins de l'Antarctique, de l'ordre des Tricladida (infra-ordre des Maricola et super-famille des Cercyroidea).

## Systématique
Les noms valides complets avec auteur de ces taxons sont :
- pour la famille : Centrovarioplanidae Westblad, 1952 ;
- pour l'unique genre de la famille : Centrovarioplana Westblad, 1952 ;
- pour l'unique espèce du genre : Centrovarioplana tenuis Westblad, 1952.